# Osieck (gemeente)
De gemeente Osieck is een stad- en landgemeente in het Poolse woiwodschap Mazovië, in powiat Otwocki.
De zetel van de gemeente is in Osieck.
Op 30 juni 2004 telde de gemeente 3462 inwoners.

## Oppervlakte gegevens
In 2002 bedroeg de totale oppervlakte van gemeente Osieck 67,5 km², waarvan:
- agrarisch gebied: 57%
- bossen: 35%

De gemeente beslaat 10,97% van de totale oppervlakte van de powiat.

## Demografie
Stand op 30 juni 2004:
| Omschrijving                   | Totaal | Totaal | Vrouwen | Vrouwen | Mannen | Mannen |
| ------------------------------ | ------ | ------ | ------- | ------- | ------ | ------ |
| eenheid                        | aantal | %      | aantal  | %       | aantal | %      |
| inwoners                       | 3462   | 100    | 1747    | 50,5    | 1715   | 49,5   |
| bevolkingsdichtheid (inw./km²) | 51,3   | 51,3   | 25,9    | 25,9    | 25,4   | 25,4   |

In 2002 bedroeg het gemiddelde inkomen per inwoner 1352,25 zł.

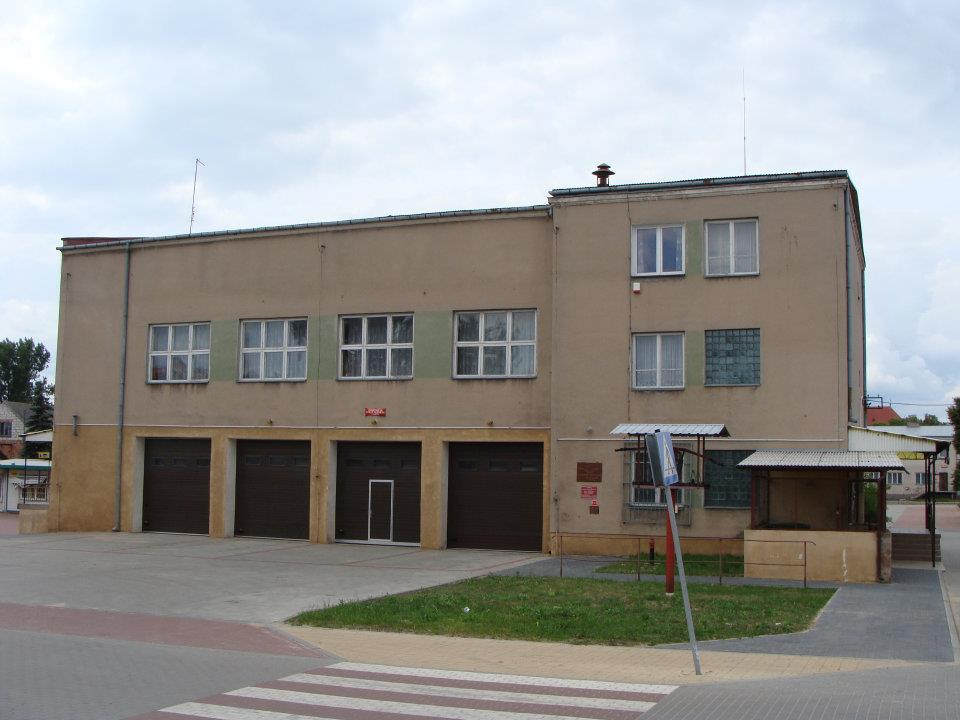

## Administratieve plaatsen (sołectwo)
Augustówka, Czarnowiec, Górki, Grabianka, Lipiny, Natolin, Nowe Kościeliska, Osieck, Pogorzel, Rudnik, Sobieńki, Stare Kościeliska, Wójtowizna.

## Aangrenzende gemeenten
Celestynów, Garwolin, Kołbiel, Pilawa, Sobienie-Jeziory